# Robert Bosari

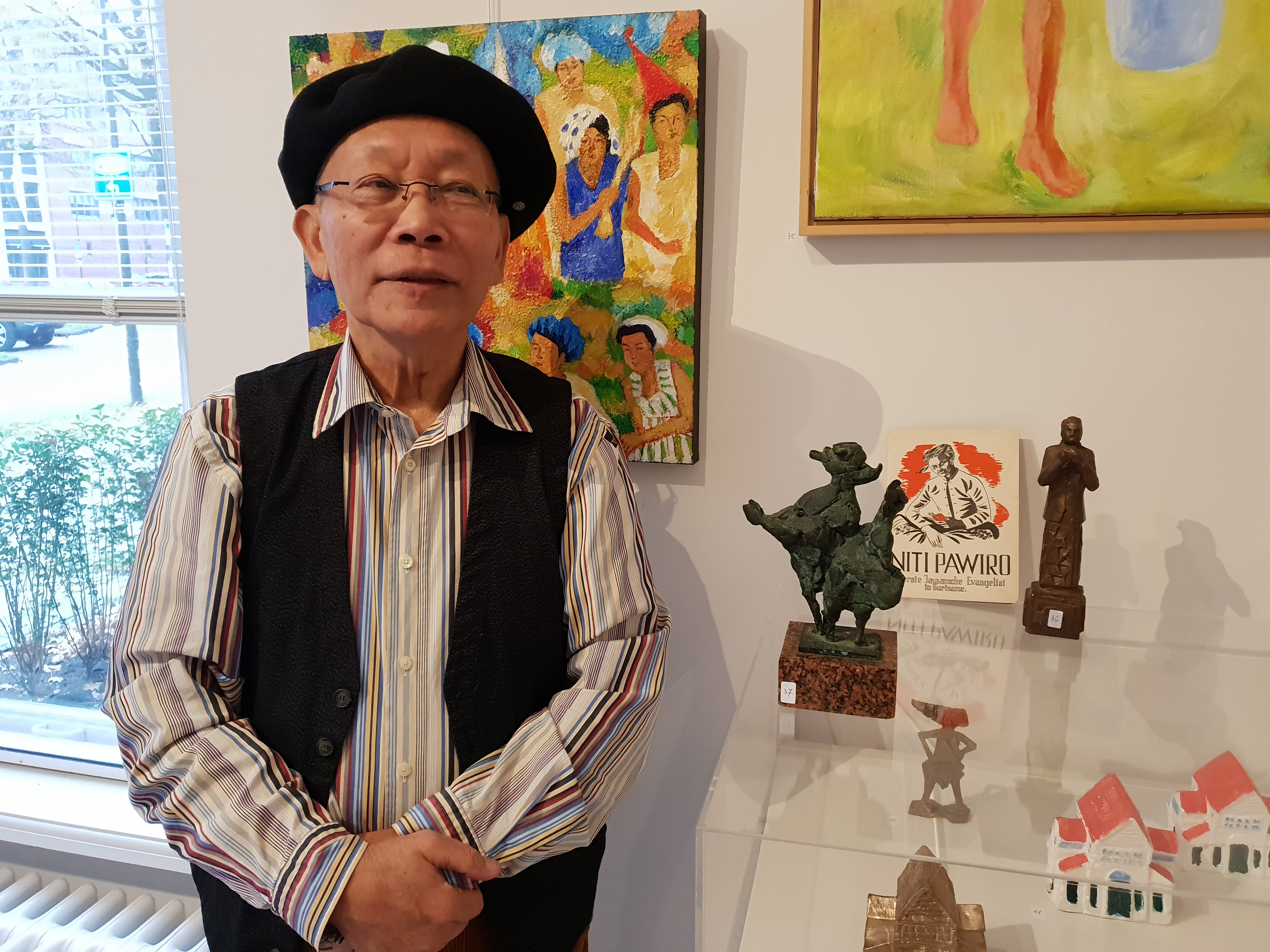
Robert Bosari, 2023

Robert Samuel Bosari (Paramaribo, 7 januari 1950) is een Surinaams-Nederlands kunstschilder, beeldhouwer en kunstdocent. Een belangrijk thema in zijn werk is het leven en de geschiedenis van Surinaamse Javanen.

## Leven
Robert Bosari werd in 1950 geboren in Paramaribo, Suriname, en bracht de jaren 1955–1965 door als pupil van het kinderhuis ‘Leliëndaal’ in het Surinaamse district Commewijne. In 1962 won hij met een waterverfschilderij een tekenwedstrijd in Paramaribo. Van 1966-1967 verbleef hij in het internaat ‘Siswa Tama’ in  Paramaribo. In 1972 verruilde hij Suriname voor Nederland, waar hij zich vestigde in Lelystad. Van 1984 tot 1989 woonde hij weer in zijn geboorteland, om vervolgens zich voorgoed in Nederland te vestigen.

## Opleiding
Robert Bosari kreeg zijn opleiding aan het Nationaal Instituut voor Kunst en Kultuur in Paramaribo (1967-1972), waar hij les kreeg van Jules Chin A Foeng. Hij behaalde het diploma LO/MO-A.  Na het winnen van de Prix de Paramaribo in 1970 kreeg hij een stageplaats voor het leren maken van lithografieën aan het Nationaal Instituut voor Kunst en Cultuur in Caracas, Venezuela. In Nederland zette hij zijn opleiding voort aan de Willem de Kooning Academie in  Rotterdam (1973-1978) en aan het Centrum voor Pedagogisch-Didactische Training voor Beeldend Kunstenaars van de Rietveld Academie in Amsterdam (1980-1982). Van 1980 tot 1984 ontving hij een artiestenbeurs van de gemeente Lelystad.  Van 1989 tot 2013 volgde hij ook een cursus Ondernemerschap voor Professionele Artiesten.

## Werk

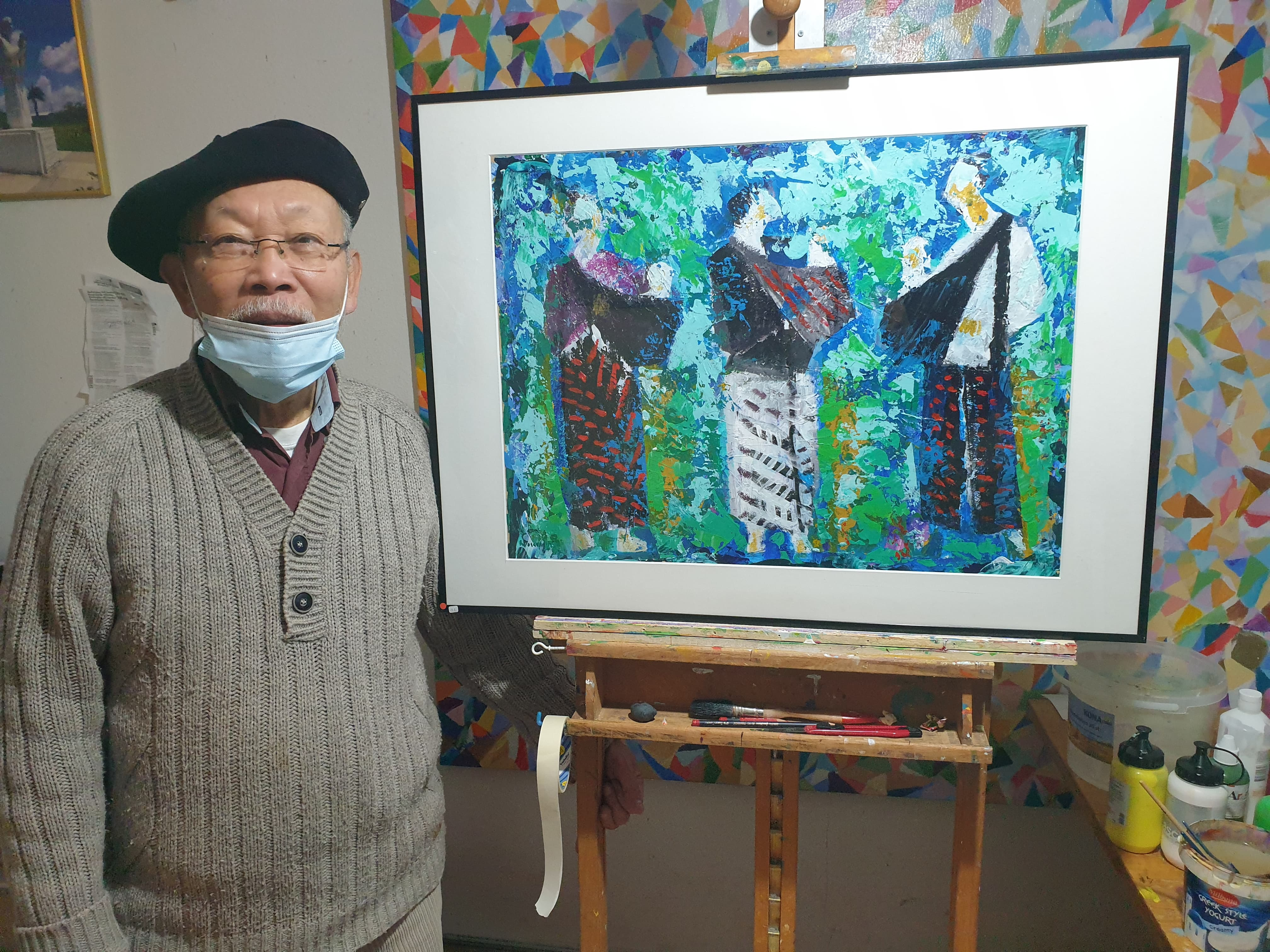
Robert Bosari, 2020, met zijn schilderij van Javaanse vrouwen

Bosari werkte als kunstdocent aan de CKV de Kubus in Lelystad (1980-1984). Van 1984 tot 1987 was hij coördinator Beeldende Kunst bij het ministerie voor Onderwijs, Kunsten en Wetenschappen in Suriname. Hij werkte als docent ook aan de Academie voor Hoger Kunst- en Cultuuronderwijs in Paramaribo (1985-1987). Terug in Nederland werkte hij aan de Vrije Academie in Nunspeet (1989-2002), aan de CKV 't Klooster in Harderwijk (2002-2009), aan de De Meerpaal CKV in Dronten (1994-heden), bij De Kunstlinie in Almere (1999-2013), het Muzisch Centrum in Emmeloord (2014-2015), het Atelier Fjordje in Lelystad (2011-2017) en het Atelier Bos-Art, ook in Lelystad (sinds 2018).
Bosari is lid van de Associatie van Beeldende Kunstenaars in Amsterdam en van de Kunstcommissie in Putten.
Robert Bosari verzorgde de illustraties in de poëziebundel Loslaten zullen ze nooit meer (2022) van de Surinaams-Javaanse dichter Marius Atmoredjo, de eerste dichtbundel van een Surinaamse Javaan die ooit bij een uitgever uitkwam (In de Knipscheer).

## Thematiek en techniek
Belangrijk in het beeldende werk van Bosari is het leven en de geschiedenis van de Surinaamse Javanen. Hij heeft veel taferelen gemaakt die betrekking hebben op de immigratie, de landbouw, de werkzaamheden van Surinaamse Javanen. Hij maakte een serie portretten van immigranten, maar overigens ook een reeks portretten van culturele figuren als Anton de Kom, Shrinivási, Karin Amatmoekrim en Boeli van Leeuwen. Hij vervaardigde ook samen met Soeki Irodikromo een groot monument voor de eerste Javaanse evangelische prediker, Niti Pawiro in Boxel (Suriname).
Zijn werk is overwegend figuratief, maar hij heeft ook een periode gekend van meer abstracte, geometrische vormen. Ook zijn meer figuratieve werk vertoonde toen invloeden van kubisme. Veelal is zijn werk zeer kleurrijk.
Bosari werkt in verschillende materialen, hij heeft geschilderd in olieverf en pastel, hij maakte veel litho’s en aquarellen en hij tekende met pen, potlood, houtskool en andere materialen. Zijn sculpturen zijn uitgevoerd in gips, beton, hout en brons.

## Tentoonstellingen
- 1975 - Welsuria met Frans Wirjo, Amsterdam
- 1976 - Kodak Rijswijk Studenten expo in Ljubljana (Joegoslavië)
- 1977 - Stichting Pro-Graph Orvelte
- 1978 - Eind presentatie Willem de Kooning Academie, Rotterdam
- 1980 - Stichting Passepartout ihkv de oprichting van de gemeente Lelystad
- 1981 - Idem met Ronald Schuurman
- 1983 - Voorjaarssalon Lelystad  / Thalia Paramaribo ontwerpen monumenten.
- 1986 - Frans-Guyana / China / Paramaribo
- 1988 - Stichting Passepartout Solo in Provinciehuis Flevoland Lelystad
- 1988 - Voorjaarssalon Flevoland / Uitwisseling met Friesland / Galerie Vlieg Bussum
- 1989 - Theater Donderjuu Lelystad / Fontein / Agora / Hotel Mercure / Nunspeet
- 1990 - Bibliotheek Rompertcentrum Den Bosch / Galerie Scarabee Nunspeet
- 1991 - Galerie Van Lelyveld Enkhuizen / Stichting Kunstuitleen De Fontein, Lelystad
- 1992 - Universiteit Twente met René Tosari in Enschede
- 1993 - CKV de Kubus beeldende kunst uit Lelystad
- 1994 - Stichting Passepartout in het Provinciehuis Lelystad
- 1996 - CKV de Kubus: 20 kunstenaars uit Lelystad
- 1996 - CKV de Kubus: Solo, een moment van bezinning Lelystad
- 1997 - CKV de Kubus: Promotie beeldende kunst Lelystad / Galerie Nieuwland Amsterdam
- 1997 - Galerie Kasteel De Essenburgh, Hierden / Galerie Vanghetoren Harderwijk
- 1998 - Kunstraad Dronten in Gemeentehuis Dronten / Galerie Années Folies Maastricht
- 1998 - Galerie Utopia Haarlem / Galerie Vanghetoren Harderwijk
- 1999 - Mercure hotel Lelystad / Galerie Art Holland Lelystad / CKV de Kubus Promotie
- 1999 - KVF in Provinciehuis Lelystad / Galerie van Koert en van Koert Elsloo
- 2000 - Museum Nagele Kunstenaars Flevoland / Sunsation KVF  Lelystad
- 2000 - Theater Agora, Promotie beeldende kunst Lelystad / Galerie Bos Fine Art
- 2001 - Kunstraad Dronten, Zand en Klei uitwisseling met kunstenaars uit Sint Antonis
- 2001 - KVF en gemeente Almere Gewild Wonen Omtrent Deuren Almere
- 2001 - Galerie Bos Fine Art Lelystad / KVF voorjaarssalon Stadhuis Almere
- 2002 - Galerie Kunsthuis Velp / Cirkel Galerie Almere Haven
- 2004 - Theater Agora Kunstmanifestatie Multicultureel Lelystad
- 2005 - Stichting Passepartout, eenmansexpo 25 jaar gemeente Lelystad in Stadhuis
- 2005 - Pulchri Studio Sporen in de Kunst 9 Javaanse kunstenaars Den Haag
- 2006 - La Nueva Pasion, 4 Surinaamse kunstenaars, Groningen
- 2007 - Opening de Kunstlinie Docenten expo Almere
- 2008 - Docentenexpo CKV 't Klooster, Harderwijk
- 2009 - Onthulling Beeld Niti Pawiro Jakin project, Boxel, Suriname
- 2013 - Atelier Route Lelystad /  Docentenexpo de Kunstlinie, Almere
- 2013 - Atelier Fjordje, Lelystad
- 2014 - Docentenexpo Muziekschool, Emmeloord
- 2015 - Solotentoonstelling bij gelegenheid van de 65ste verjaardag van de kunstenaar, in de de Meerpaal in Dronten
- 2015 - 125 jaar Javaanse immigratie, De Hal, Paramaribo
- 2016 - Kunstuitleen Lelystad / Museum Osterlan Gorredijk (Friesland)
- 2017 - Benteng Vredeburg, Yogyakarta (Indonesië) / Tour of Art, Flevoland
- 2018 - Groningen
- 2018 - Noord-Veluws Museum, Meester en leerling, Nunspeet
- 2018 - Hernhutterhuis-museum, 100 jaar kinderhuis Leliëndaal, Zeist
- 2019 - Tour of Art, Flevoland, Werfsjob, Lelystad
- 2020 - Bibliotheek Lelystad
- 2020/21 - 'Surinaamse School'- Stedelijk Museum, Amsterdam[1]
- 2022 - Het Vegetarisch Restaurant, Lelystad
- 2023 - Keti koti-expositie ‘Wi fu abrasé (wij van de overkant’), Rijswijk
- 2025 - 'Bosari 75 jaar', Lelystad [Dubbelexpositie in het Stadhuis en bij de Kunstuitleen van Lelystad][2][3]
- 2025 - Cultuurhuis, Lelystad

## Opdrachten
Robert Bosari verkreeg opdrachten voor beeldend werk van de gemeenten Lelystad, Dronten, Harderwijk, van architektenbureau OV, van de Stichting Mamyo, de Jakin Stichting in Suriname, van Leasefirm Almere, en van private personen. In 2024 ontving hij van de Stichting Herdenking Javaanse Immigratie de opdracht een bronzen gedenkplaat te vervaardigen, voor de begraafplaats van Surinaamse Javanen in het Brabantse Sint-Michielsgestel.

## Over Robert Bosari
- Bocoba. Kunst in Lelystad. Robert Bosari, Coby Schroevers, Peter Bata. Lelystad: Atelier Fjordje, 2013.